# Курсант
Курса́нт е:
1. военнослужещ, възпитаник на военно висше или полувисше училище след средно образование (от лат. ез.).
2. военна длъжност, на която се назначава гражданин, зачислен във военно образователно учреждение за професионално образование (военно училище) и нямащ офицерско военно звание.
3. военно звание на военнослужещ, назначен на тази длъжност през първата година на обучението.

Съгласно чл. 138, ал. 2 от Закона за отбраната и Въоръжените сили (ЗОВС) на Република България на курсантите във висшите военни училища се присвояват звания: 
1. курсант;
2. курсант-младши сержант (за ВМС – курсант-старшина II степен);
3. курсант-сержант (за ВМС – курсант-старшина I степен);
4. курсант-старши сержант (за ВМС – курсант-главен старшина);
5. курсант-старшина (за ВМС – курсант-мичман).

Отличителните знаци на пагона са както за съответното сержантско или войнишко звание, но пагонът е обшит с тясна жълта лента (образовка) от трите страни (без външната).
В руската армия думата „курсант“ има и по-широк смисъл – редови учащ се в учебно формирование по някаква военно-отчетна специалност (ВОС).
Във всички военни училища със заповед № 225 на Министъра на народната отбрана от 15 октомври 1948 г. се премахва званието „юнкери“ и възпитаниците на военните училища вече се наричат „курсанти“.